# Šešok
Šešok je priimek več znanih Slovencev:
- Dušan Šešok (*1953), ekonomist in politik
- Klemen Šešok, podjetnik, menedžer, eden najbogatejših Slovencev
- Sanja Šešok, nevropsihologinja